# ماکسول مایرون کالمن
ماکسول مایرون کالمن (انگلیسی: Maxwell M. Kalman; ۳۰ مهٔ ۱۹۰۶ – ۲۷ نوامبر ۲۰۰۹) معمار اهل کانادا بود.